# Naresne-Gletscher
Der Naresne-Gletscher (bulgarisch ледник Нарезне lednik Naresne) ist ein 7 km langer und 2,2 km breiter Gletscher an der Loubet-Küste des Grahamlands auf der Antarktischen Halbinsel. Er fließt von der Westseite des Avery-Plateaus nordwestlich des Kopfendes des Finsterwalder-Gletschers und nördlich des Haefeli-Gletschers in nordwestlicher Richtung zum Field-Gletscher, den er westlich des Barziya Peak erreicht.
Britische Wissenschaftler kartierten ihn 1978. Die bulgarische Kommission für Antarktische Geographische Namen benannte ihn 2016 nach der Höhle von Naresne im Nordwesten Bulgariens.